# Parafia Matki Bożej Szkaplerznej w Rozborzu Okrągłym
Parafia Matki Bożej Szkaplerznej w Rozborzu Okrągłym − parafia rzymskokatolicka znajdująca się w archidiecezji przemyskiej w dekanacie Pruchnik.

## Historia
30 stycznia 1946 roku dekretem bpa Franciszka Bardy została erygowana ekspozytura w Rozborzu Okrągłym, z wydzielonego terytorium parafii Pruchnik. Na kościół parafialny zaadaptowano dawną cerkiew. W latach 1945–1946 w Rozborzu Okrągłym duszpasterzem był ks. Jan Tuleja MS. 
Na terenie parafii jest 1 120 wiernych (w tym: Rozbórz Okrągły – 430, Rozbórz Długi – 790, Rzeplin – 250, Czudowice – 120).
Proboszczowie parafii:
1946–1951. ks. Władysław Winiarz (ekspozyt).
1951–1961. ks. Karol Prokop (ekspozyt).
1961–1975. ks. Józef Kowal (ekspozyt).
1975–1981. ks. Mieczysław Pudełkiewicz (ekspozyt).
1981–1984. ks. Janusz Leś (ekspozyt).
1984–2022.  ks. kan. Józef Misztal.
2022–nadal ks. Zenon Ścirko.

## Kościół filialny
W Czudowicach na kościół filialny zaadaptowano remizę strażacką, który 27 września 1981 roku poświęcił bp Stanisław Jakiel pw. Podwyższenia Krzyża Świętego. W 1983 roku rozbudowano kościół według projektu arch. inż. Stanisława Janowskiego. 4 grudnia 1983 roku bp Bolesław Taborski poświęcił kościół.